# 古賀政男
古賀政男（本名古賀正夫，1904年11月18日—1978年7月25日），是日本昭和時期的代表作曲家、吉他演奏家，畢業於明治大學。日本國民榮譽獎獲得者，榮典是從四位、功勳三等、瑞寶章、紫色綬獎章。
少年時代早慧於弦樂器，青年時期鑽研曼陀林、吉他的古典音樂。對大正琴情有獨鍾。由撥子音樂家「古賀正男」變成流行歌王「古賀政男」，確立作為國民作曲家的地位。作品多在坊間流行。從東京音樂學校（現東京藝術大學音樂部）出身的古典音樂正統派藤山一郎，到演歌女王美空雲雀等等，古賀政男譜寫的作品據說有5千首之多。

## 生平

### 幼少期
1904年（明治37年）生於福岡縣三瀦郡田口村（現大川市）。附近的水鄉柳川，那個如詩的風景成為日後的《誰人不想起故鄉》（誰か故郷を想わざる）的創作契機。古賀7歲喪父，離開田口村，遠渡朝鮮度過了感情起伏激烈的少年時代。少小離家的感傷成為「人生的並木路」（人生の並木路）的創作的源泉。古賀最初在仁川，此後在京城府安頓下來。從兄弟那兒得到大正琴也是那時的事。第一次拿起曼陀林的時候是初中三年級（京城善隣商業學校），是和他最要好的兄弟寄來的。

### 青年期
離開京城善隣商業學校，在大阪的商店工作了以後，1923年（大正12年），古賀在東京的駿河台的明治大學入學，參與創辦了明治大學曼陀林俱樂部。當時的明大曼陀林俱樂部，有人演奏Bottacchiari、Lavdas、Badge等曼陀林的大曲，但古賀也能欣賞到獨奏的「幻想的狂想曲」（romano）等難度較大的曲子。1928年（昭和3年）夏天自殺未遂。一般認為，望著夕陽餘暉下的藏王，一句「思慕的形影」（影を慕いて）浮現在古賀的腦際。那年秋，定期演奏會在明治紀念館禮堂召開，也得以與佐藤千夜子相識。「音樂是和聲」的創作理念在那時也產生了。1929年（昭和4年）6月，在明大曼陀林俱樂部的定期演奏會發表《思慕的形影》（華爾茲舞、吉他合奏）。年底，帶領佐藤千夜子的歌唱與曼陀林管弦樂隊，「文藝的馨香」（文のかおり）等原創作品在Victor問世。1930年（昭和5年）秋，由佐藤千夜子演唱的《思慕的形影》在Victor灌制。這個時候，「古賀正男」還是作為曼陀林、吉他演奏家。1931年（昭和6年）1月，新唱片發行了，不過銷路並不暢。另外，關於《思慕的形影》的創作過程，在菊池清麿的古賀政男評傳裏有詳細記載。

### 成為作曲家
大學畢業後的1931年，成為了日本Columbia專屬成員。當初對於自己的作曲沒有自信，希望能成為文藝部的公司職員，不過最終還是作為作曲家簽定了合約。這個時候，遇到東京音樂學校在冊的藤山一郎，很大程度上改變了古賀政男的人生。藤山的歌唱表現力使得古賀的音樂才能開花結果。《酒是眼淚還是嘆息》（酒は涙か溜息か）、《越山嶺》（丘を越えて）、《思慕的形影》3曲以SP唱片形式發售，之後又有更多的傳世之作誕生。（另外，藤山從東京音樂學校畢業後，成為Victor專屬成員。）
1933年（昭和8年）時，松平晃演唱的《馬戲團之歌》（サーカスの唄）流行。這之後由於「離婚騷動」，身體不如以前，從1933年的晚秋一直到翌年到伊東靜養。1934年，從哥倫比亞帝蓄（Teichiku）跳槽到Victor，那裏迎接他的有藤山一郎、Dic mine（ディック・ミネ）、楠木繁夫、美ち奴等人。《綠色的地平線》（緑の地平線）、《兩人年輕時》（二人は若い）、《東京狂想曲》（東京ラプソディー）、《啊~儘管如此》（あゝそれなのに）、《穿上藍色的西服》（青い背広で）、《人生的並木路》等作品風行一時。
1938年（昭和13年）秋，作為外務省的音樂文化友好使節赴美。就在赴美之前回到了哥倫比亞帝蓄。1939年（昭和14年）秋，美國全國廣播公司（NBC）播出了古賀的作品。回國後創作的《誰人不想起故鄉》、《無眼的千鳥》（目ン無い千鳥）、《新妻鏡》、《懷念的歌聲》（なつかしの歌聲）等成為了流行歌曲。

### 戰後的活動

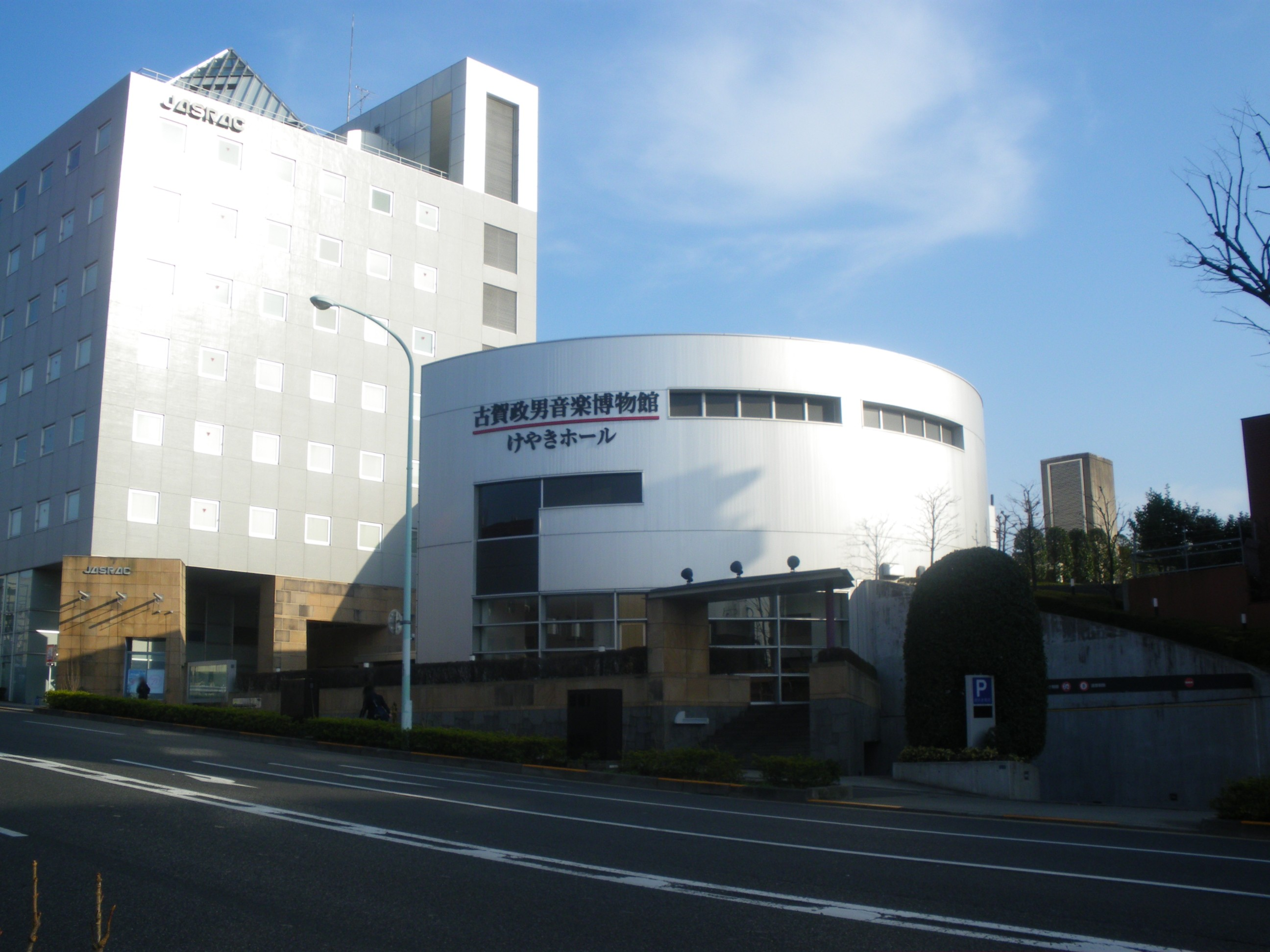
位於東京代代木上原的古賀政男音樂博物館，毗鄰日本音樂著作權協會（JASRAC）本部大樓。

在戰後的1948年（昭和23年），近江俊郎的《溫泉町哀歌》（湯の町エレジー）成為賣座歌曲。同年設立了「古賀吉他歌謠協會」（此後的古賀吉他學院）。
1960年代親自動手將自己過去的《悲哀的竹笛》（悲しき竹笛）譜寫成美空雲雀的歌曲。1965年（昭和40年）發表的《柔》獲得第7屆日本唱片大獎，翌年1966年（昭和41年）發表的《悲哀的酒》（悲しい酒）也得以流行。
古賀一邊作曲的同時一邊在1959年（昭和34年）創辦日本作曲家協會，並成為第一代會長。在晚年的1974年（昭和49年）主持召開了《廣島和平音樂節》。
1978年（昭和53年）7月25日與世長辭。不久之後的8月4日，被授予了國民榮譽獎。

## 主要作品
- 越山嶺（／1931年；非1951年由菊田一夫作詞、万城目正作曲之《あの丘越えて》，台語翻唱曲名為：越山嶺） 歌：藤山一郎
- 酒是眼淚還是嘆息（／1931年） 歌：藤山一郎
- 此時的我憂鬱喲（／1931年） 歌：淡谷法子
- 思慕的形影（／1932年） 歌：藤山一郎
- 變得更強（／1933年） 歌：渡邊光子
- 馬戲團之歌（／1933年） 歌：松平晃
- 如果是真的（／1933年）　歌：赤坂小梅
- 有幾天晚上（／1935年） 歌：松島詩子
- 綠色的地平線（／1935年）　歌：楠木繁夫
- 東京狂想曲（／1936年） 歌：藤山一郎
- 男性的純情（／1936年） 歌：藤山一郎
- 女性的階級（／1936年） 歌：楠木繁夫
- 啊~儘管如此（／1936年）　歌：美ち奴
- 我的老婆有鬍須（／1936年） 歌：杉狂兒・美ち奴
- 穿上藍色的西服（／1937年） 歌：藤山一郎
- 人生的並木路（／1937年） 歌：Dic・mine
- ／（1937年）　歌：楠木繁夫
- 青春日記（／1937年） 歌：藤山一郎
- 人生劇場（／1938年、1959年）　歌：楠木繁夫（1938年版）、村田英雄（1959年版）
- 誰人不想起故鄉（／1940年） 歌：霧島昇
- 懷念的歌声（／1940年）　歌：藤山一郎・二葉あき子
- 新妻鏡（／1940年、1965年） 歌：霧島昇・二葉あき子（1940年）、島倉千代子（1965年）
- 紫紺之歌（／1941年） 歌：霧島昇
- 這種精神 民族共識的歌（／1941年） 歌：霧島昇、松原操、李香蘭
- 南國新娘（／1942年）　歌：高峰三枝子
- 月夜船（／1944年、1949年）　歌：波平暁男（{1944年）、近江俊郎（1949年）
- 巡迴演出藝人的歌（／1946年） 歌：霧島昇
- 麗人的歌（／1946年） 歌：霧島昇
- 悲哀的竹笛（／1946年） 歌：近江俊郎・奈良光枝
- 戀的曼珠沙華（／1948年）　歌：二葉あき子
- 溫泉町哀歌（／1948年）　歌：近江俊郎
- 雨中的夜行列車（／1948年）　歌：奈良光枝
- 西伯利亞·哀歌（／1948年）　歌：伊藤久男
- 三百六十五夜（／1948年）　歌：霧島昇、松原操
- 港都戀歌（／1949年）　歌：鶴田六郎
- 燃燒吧希望（／1949年）　歌：伊藤久男、霧島昇、近江俊郎、二葉あき子、奈良光枝、高倉敏
- 紅舞鞋的探戈（／1950年）　歌：奈良光枝
- 炭坑節（／1951年） 歌：久保幸江・加藤雅夫
- 月亮出來了出來了（／1951年）　歌：霧島昇・久保幸江
- 藝妓·華爾茲舞（／1952年）　歌：神楽坂はん子
- 白虎隊（／1952年） 歌：霧島昇
- 我從來沒有見過這種別品（／1953年）　歌：神樂坂はん子
- （1953年）　歌：神樂坂はん子
- 林投嶺（／1955年）　歌：島倉千代子
- 江户的闇太郎（／1957年）　歌：美空雲雀
- 青春自行車旅行（／1957年）　歌：小坂一也
- 永遠不回答（／1957年）　歌：島倉千代子
- 無法松的一生（／1958年）　歌：村田英雄
- 今天回憶先生（／1958年） 歌：島倉千代子
- 銀座地下室的女人（／1959年） 歌：哥倫比亞・薔薇（日语：コロムビア・ローズ）（第一代）
- 花散落在下田（／1960年）　歌：島倉千代子
- 東京五輪音頭（／1963年）　歌：三波春夫、其他
- 柔（1964年）　歌：美空雲雀
- 騙子海鷗（／1964年）　歌：小林幸子
- 島千太郎（／1965年）　歌：美空雲雀
- 柔道男人（／1965年）　歌：美空雲雀
- 悲哀的酒（／1966年）　歌：美空雲雀
- 世界和平音頭（／1968年）　歌：都春美
- 濱晝顔（／1974年） 歌：五木宏

## 影視作品中的古賀政男
- 上原謙

1949年，新東寶電影《思慕的形影》（原案：古賀政男）描寫了新進鋭氣的年輕作曲家，與老師的對立、與歌手的戀愛的歌謠愛情劇。是一點也不像的臉，不過，電影界面容俊逸的明星上原謙扮演著年輕時期的古賀（電影中名：加賀俊男）。
- 渥美清

1979年，作為去世1週年的追悼節目，NHK播出的紀實片（documentary play）《越過重重山河～昭和的心 古賀政男～》裡扮演青年時期～晚年的古賀。
- 若尾哲平

1977年，在NHK的小說連續劇《一番星》裡扮演青年時期的古賀。
- 片岡鶴太郎

1992年，作為大阪電視開業10週年紀念規劃，在東京電視系列廣播《古賀政男物語》裡扮演中年期～晚年的古賀。